# Омец
Омец (фр. Aumetz) насеље је и општина у североисточној Француској у региону Лорена, у департману Мозел која припада префектури Тионвил Уст.
По подацима из 2011. године у општини је живело 2317 становника, а густина насељености је износила 223,86 становника/km². Општина се простире на површини од 10,35 km². Налази се на средњој надморској висини од 385 метара (максималној 408 m, а минималној 349 m).

## Демографија
| 1962. | 1968. | 1975. | 1982. | 1990. | 1999. | 2011. |
| ----- | ----- | ----- | ----- | ----- | ----- | ----- |
| 2.208 | 2.465 | 2.375 | 2.183 | 2.161 | 2.225 | 2.317 |

График промене броја становника у току последњих година